# City-Galerie Augsburg

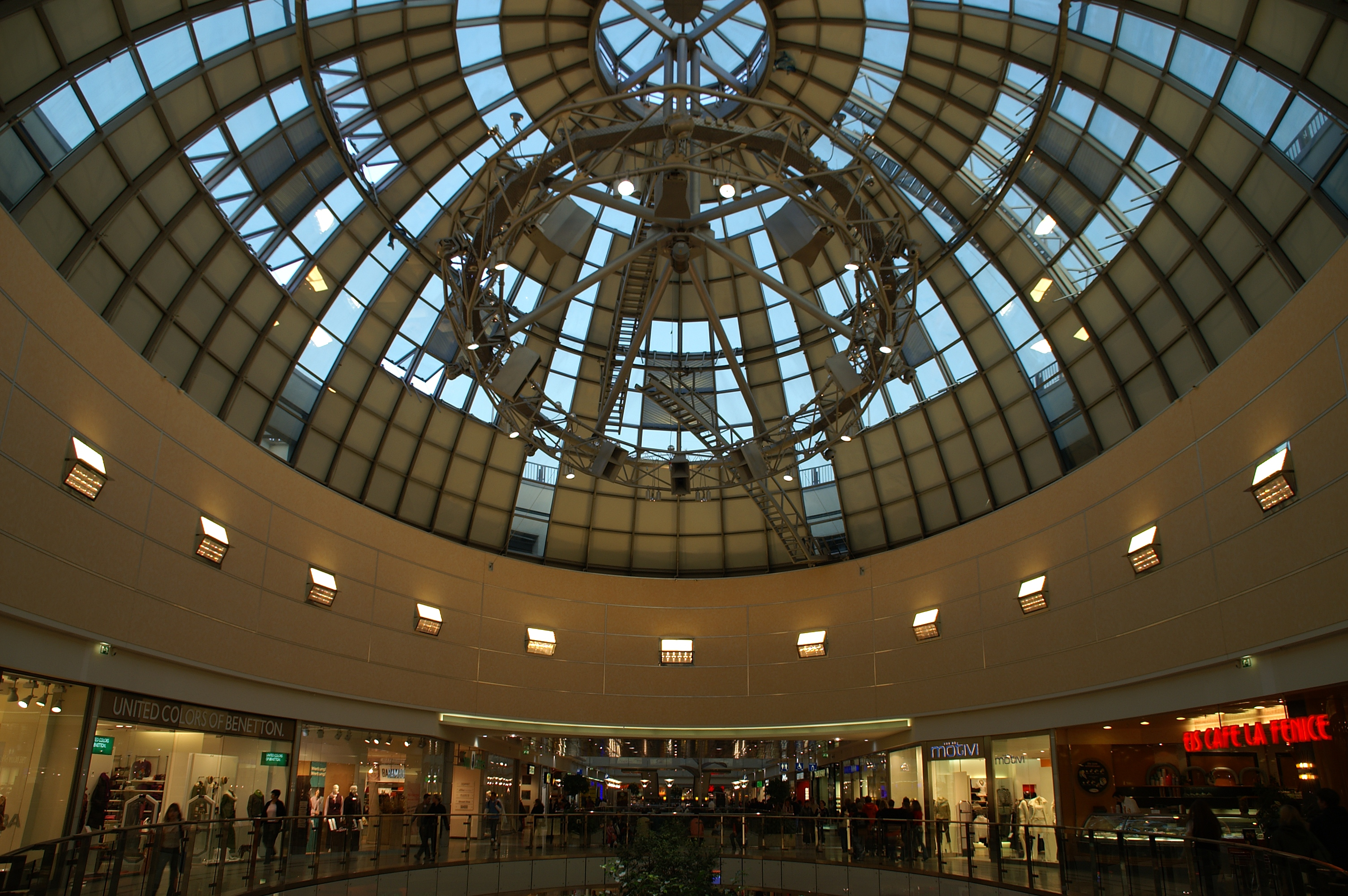
De koepel van de City Gallery

De City-Galerie is een winkelcentrum in Augsburg en is het grootste winkelcentrum in Beierse Schwaben . Het centrum werd geopend in 2001.  

## Ligging
Het winkelcentrum ligt ten oosten van het stadscentrum van Augsburg in het zgn. Textilviertel, genoemd naar de voormalige textielindustrie die in de wijk gevestigd was. Het werd gebouwd op de locatie van de voormalige Neuen Augsburger Kattunfabrik (kortweg NAK), die in 1999 werd afgebroken. Door de aanleg van de zogenaamde Schleifenstrasse werd de City Gallery verbonden met de vierbaanse wegen Amagasaki- / Nagahama- en Inverness-Allee. Het centrum is bereikbaar met verschillende stadsbuslijnen. 

## Gebruik
De City-Galerie huisvest meer dan 100 verschillende winkels en horecazaken, waarbij het concept zo is vormgegeven dat speciaalzaken (bijvoorbeeld voor mode of sportartikelen ) worden afgewisseld met horeca. In de City-Galerie zijn onder meer drie grote modehuizen, een speciaalzaak voor consumentenelektronica en een sportwinkel gevestigd, evenals een aantal fastfoodrestaurants. 
Naast de detailhandel en horeca is er een Cinemaxx multiplex bioscoop met negen bioscoopzalen. Er zijn ook regelmatig evenementen.  
De City Gallery is gelegen op een 50.300 m² groot perceel. Het centrum heeft een verhuurbare oppervlakte van 40.400   m² en is daarmee een van de grootste winkelcentra van Zuid-Duitsland. De verhuurbare oppervlakte is verdeeld in 32.600   m² voor de detailhandel en horeca, 6.200 m² magazijnruimte en 1.600 m² voor diverse medische praktijken die in het centrum gehuisvest zijn. Dagelijks bezoeken ongeveer 25.620 mensen het winkelcentrum, waar 950 mensen werken. 
Het beheer van het centrum is in handen van ECE Projektmanagement GmbH & Co. KG     

## Kritiek
Reeds in de planningsfase werd de oprichting van een "nieuw centrum" weg van het historische stadscentrum "met scepsis bekeken en als zeer controversieel besproken", vooral bij de detailhandel in de binnenstad. Er werd gevreesd dat er grote omzetverschuivingen zouden plaatsvinden, die een blijvende schade zou zijn voor plaatselijke middenstand en de structuur van de stad in zijn geheel. Bij aanvang van de publieke discussie werd door de stad, die zich had gecommitteerd aan het ECE-project, een city manager aangesteld om de inwoners van de binnenstad, de verenigingen en de bij ECE betrokkenen op een lijn te krijgen met 'gemeenschappelijke doelen en gemeenschappelijk handelen. 
Al een paar jaar na de opening merkten lokale waarnemers van de stedelijke ontwikkeling de enorme effecten van dit vestigingsbeleid op. Dit uitte zich in de toegenomen filialisering door ketens van buiten de stad, een toegenomen leegstand in de binnenstad en een toename van de discountketens. In het kader van zogenaamd leegstandsmanagement probeerde een grote Als onderdeel van een zogenaamd vacaturemanagement probeerde een grote textielketen de leegstand te camoufleren.
Dit bevestigde de algemene ervaring dat winkelcentra van het type "City-Galerie" (ook bekend als "Mall"), die de afgelopen decennia in tal van steden zijn gebouwd door een paar grote investeerders zoals ECE Projektmanagement GmbH & Co (zie ook City-Galerie in Siegen en Aschaffenburg) zorgen voor fundamentele veranderingen in de stadsstructuren door een verdringingsstrijd. In de regel hebben ze een negatieve invloed op de handel en het leven in het historische centrum.
Als een winkelcentrum erg groot is en niet direct aansluit op het bestaande stadscentrum, zoals het geval is in Augsburg, kunnen ze de natuurlijke stadsstructuren vernietigen en bijdragen aan de verloedering van de stad. Aangezien grotere verkoopoppervlaktes de koopkracht niet vergroten, wordt de omzet herverdeeld. In de regel verliest de lokale detailhandel haar functie ten gunste van de grotendeels interlokale, veelal internationale, grote winkelketens op de nieuwe ruimte. De historische centra, die minder bezocht zullen worden door de inwoners, waardoor de gevestigde restaurants en winkels moeten sluiten. Vervolgens ontstaat er een leegstandsprobleem.      